# Lloyd Irving
Lloyd Irving (ロイド・アーヴィング, Roido Āvingu) est un personnage fictif, protagoniste du jeu vidéo de rôle Tales of Symphonia, paru sur GameCube en 2002. Outre son rôle prépondérant dans cet opus de la licence Tales of, Lloyd est considéré comme l'un des personnages les plus représentatifs de la série de jeux de Namco. Ainsi, il est souvent apparu en tant que vedette invitée dans des jeux vidéo tels SoulCalibur Legends sur Wii, Tales of the World: Radiant Mythology sur PlayStation Portable, Tales of Hearts sur Nintendo DS, Tales of Fandom Vol.2 sur PlayStation 2, Tales of VS sur PSP, Tales of the World: Narikiri Dungeon 3 sur GBA, Tales of the World: Radiant Mythology 2 sur PSP ou encore dans la suite du jeu vidéo qui l'a rendu célèbre : Tales of Symphonia: Dawn of the New World sur Wii. Ses armes de prédilections sont les duos d'épées, qu'il manie avec vitesse et précision. Son rôle est avant tout d'accompagner l'élue du Mana durant le voyage pour la régénération du monde. Il est très optimiste et décidé à défendre ses opinions.

## Famille
Lloyd est a priori un orphelin. Son père lui est inconnu (du moins au début de l'aventure). Sa défunte mère se nommait Anna Irving, humaine qui fut tuée alors que Lloyd n'était qu'un enfant. Dirk, un nain, l'a recueilli comme s'il s'agissait de son fils, en l'élevant et en l'initiant au maniement des armes (pratique que Lloyd a perfectionné tout seul par la suite). Lloyd ne possède ni frère ni sœur, mais considère Genis Sage, son meilleur ami, comme une sorte de petit frère. Genis et Collette font réellement partie de la famille du héros. Lloyd entretient des relations tantôt très fortes, tantôt plus conflictuelles avec son père adoptif, mais reste toujours proche de lui. Ils vivent dans une maison situé non-loin du village d'Iselia (village d'où l'aventure commence). Dirk est un personnage qui reviendra souvent au cours de l'aventure puisqu'il s'agit d'un des deux seuls nains du jeu (or, les nains possèdent un savoir-faire exemplaire en ce qui concerne les minerais, les sertis-clés, etc).
La mère de Lloyd fut tuée par les Désians qui désiraient obtenir une Exphère très précieuse qu'elle gardait et qu'elle protégeait. Lloyd sera animé dès le début du jeu par un désir de vengeance envers les assassins de sa mère, et tout spécialement le seigneur Kvar, un des cinq grands cardinaux Désians, responsable de la mort de sa mère (avis exprimé par Lloyd lui-même, mais thèse qui sera souvent mise en doute). On apprendra au cours du jeu, que Kratos Aurion n'est autre que le père biologique de Lloyd. Ce mercenaire fera partie un temps de l'équipe jouable. Lloyd et Kratos n'arrivent pas réellement à communiquer, Kratos employant parfois un ton supérieur légèrement hautain, et Lloyd s'entêtant sans cesse.
Lloyd possède enfin un "chien" (créature assez étrange que seul Lloyd pense "chien") nommée Noïshe. Cet animal possède les caractéristiques globales du chien (et les hurlements, aboiements...) mais possède de longues oreilles, et s'inscrit dans un ton vert et blanc.

## Lloyd Irving dansTales of Symphonia

### Généralités
Lloyd Irving est avant tout un jeune homme impulsif et irresponsable. Sa franchise inépuisable lui causera d'ailleurs des tracas pendant son voyage. Il est courageux et très idéaliste (il œuvre pour la paix dans le monde). Orphelin depuis son plus jeune âge, il a été adopté et élevé par un nain nommé Dirk, vivant aux frontières du Village de départ (Isélia). Le dessein de cet adolescent (de 17 ans) est de relier les deux mondes Sylvarant et Tesséha’lla sans sacrifier de vies, alors que Mithos (personnage au fond de pensée mauvais) n'hésite pas à en sacrifier un maximum pour que sa race (les demi-elfes) soit reconnue à sa juste valeur. Si Lloyd est capable de cerner ses erreurs et de ne pas les commettre à nouveau, Mithos est un être borné. Bien que Lloyd nous soit présenté comme un humain aux capacités intellectuelles limitées, il n'en est pas moins un être rationnel et logique dans l'absolu. Son rôle dans l'histoire-même n'est cependant que secondaire (il est censé accompagner l'élue : Colette Brunel, pour qu'elle ne soit pas tuée lors du périple qui l'amènera à régénérer le monde). 
L'exsphère que porte Lloyd se trouve sur le dos de sa main gauche. Elle lui permet de décupler considérablement sa force de combat, ce qui le différencie d'un humain "normal". Son exsphère est le résultat de la production du "Project Angelus" du Cardinal Désian "Kvar". Les exsphères sont fabriquées à partir de vies humaines. Lloyd découvrira rapidement que l'âme de sa mère se trouve dans cet exsphère et que sa mère fut tuée par les Désians. À la fin du jeu, grâce à son exsphère, Lloyd pourra invoquer ses ailes pour réveiller et atteindre la Graine Suprême. Avec l'aide de l'épée Eternelle, Lloyd réveillera la graine dans un nouvel arbre de la régénération. Il est alors désigné comme gardien de l'arbre par la Déesse Martel, esprit de toute chose vivante, puis doit choisir un nom pour cet arbre nouveau.

### Relations avec les autres personnages
Lloyd possède des relations plus ou moins fortes avec les autres personnages de son groupe. On notera, par exemple, que son meilleur ami est Génis Sage, un jeune garçon de douze ans, extrêmement brillant et magicien confirmé. Ce lien qui les unit sera sujet à de nombreuses épreuves, mais l'entraide est un signe qui les caractérise tous deux. Colette est l'amie d'enfance de Lloyd, ils ont toujours vécu proches l'un de l'autre et il semble parfois même se dessiner une intrigue amoureuse entre eux. Elle manie les chakrams avec précision et force. Lloyd ne veut jamais la décevoir et fera son possible pour l'aider à régénérer Sylvarant. Ce trio sera celui dont on dispose dès le début du jeu. Cependant, certaines phases du jeu vous obligerons tout de même à n'employer que Lloyd. Génis et Lloyd sont exilés du village où ils vivent depuis toujours pour s'être trop approchés de la ferme humaine d'Isélia, provoquant ainsi la colère des Désians. Raine Sage, grande sœur de Génis, fait également partie du voyage. Il s'agit du professeur de Lloyd, Colette et Génis. Lloyd entretient avec elle des liens respectueux plus qu'amicaux (Lloyd ne tutoie jamais Raine, mais l'inverse est fréquent). Elle s'impose comme une soigneuse hors pair. Kratos Aurion fera partie un temps de votre équipe. Brave chevalier, il cache un lourd secret qui va réellement changer les relations qu'il entretient avec Lloyd qui sont froides et distantes. Lloyd se sent surtout proche de Génis et Colette. Non pas qu'il n'aime pas les autres personnages (Préséa, Régal, Zélos, Sheena) mais il entretient vraiment un lien avec ses plus proches amis, mais n'hésite pas à aider les autres.
De nombreux fans estiment que les habits du héros révèlent sa personnalité : le rouge est synonyme d'un caractère impulsif, vigoureux, décidé, mais également tendre et amical, révolté, etc..

## Lloyd Irving dansTales of Symphonia: Dawn of the New World
On le voit dès les premières minutes du jeu, alors qu'il semble être du côté de l'Église de Martel et de Tesseha'lla, donc ennemi de Sylvarant et du Vanguard, une organisation qui veut libérer l'ancien monde en déclin, lorsqu'il tue les parents d'Emil à Palmacosta, mais on apprend plus tard que ce n'était que Décus, un membre du Vanguard qui avait pris son apparence. Le véritable Lloyd tente en réalité de récupérer tous les cœurs de centurions pour ramener Ratatosk. Vers la fin du jeu, les héros apprennent la vérité et Lloyd les amène à Yuan qui leur explique la situation. Ils vont au temple de Martel pour voir Vérius avant d'aller au Ginungagap pour stopper Richter. Selon les fins. Il bat finalement Richter grâce à l'aide des autres puis combat Emil, devenu fou. Après l'avoir battu, il découvre que le jeune homme voulait les obliger à le retransformer en cœur pour sceller la porte. Emil reste au Ginungagap avec Richter et Lloyd, persuadé qu'il le reverra, ne lui dit pas adieu.
On observe évidemment un changement graphique entre les deux jeux (sachant qu'ils sont sortis sur consoles de générations différentes). Abandonnant le cel-shading pour un design plus "anime", le personnage de Lloyd semble avoir gagné en maturité. Lloyd tient donc un rôle secondaire dans le jeu vidéo, Emil et Marta en sont les protagonistes.

## Lloyd Irving dans les autres jeux
Lloyd intervient sous plusieurs formes dans les jeux vidéo de la série Tales of et dans SoulCalibur Legends. Il apparait tantot comme un personnage jouable en permanence (Tales of the World Radiant Mythology 1 et 2; Tales of Fandom Vol.2; Narikiri Dungeon 3), tantôt comme un combattant dans les jeux orientés combats plus que jeux de rôle (SoulCalibur Legends; Tales of VS, etc. où le héros développe plus ses capacités physiques et ses techniques sans véritable scénario), tantôt enfin comme une sorte d'esprit originel, invocable en plein combat, comme dans le dernier Tales of sur Nintendo DS : Tales of Hearts. Lloyd est appelé puis exécute une figure, un coup spécial qui se nomme "Kogarenzan", attaque dévastatrice, particulièrement utile dans un combat ardu. Lloyd sera surement un des personnages qui sera récurrent dans la série pour encore quelques années, il devrait faire de nouvelles apparitions dans les futurs jeux vidéo de la fameuse série de Namco, ainsi que dans les jeux de combat Super Smash Flash et Super Smash Flash 2.

## Répliques célèbres
- "Donne-moi ton nom, et je te donnerai le mien" (Give me your name, and I'll give you mine). Une phrase que Lloyd répète souvent, principalement lorsqu'il veut faire croire que l'ennemi ne l'impressionne pas. Il s'agit d'une façon dédaigneuse et provocatrice de demander son nom à un ennemi à l'image de Lord Magnus, Lors Kvar, Le Seigneur Yggdrasill ou encore Yuan. Cette réplique ne manque pas d'énerver ceux à qui elle est adressée. Certains garderont leur sang froid (à l'image de Yuan et Yggdrasill qui retournent la provocation : "Je n'ai pas envie de me présenter à un chien"). Lorsque cette réplique ne fait pas mouche, Lloyd s'énerve : "Qu'est-ce que t'as dit ?" (What did you say ?) rétorque-t-il aux récalcitrants. Il s'agit d'une réplique très représentative des traits caractéristiques du personnage de Lloyd Irving (impulsif et provocateur). Raine Sage, professeur de Lloyd, n'hésitera pas à la réemployer, et Lloyd s'apercevra du dédain que suggère son expression :

Raine: Give me your name and I'll give you mine. (Donne-moi ton nom, et je te donnerai le mien)

Genis: Hey, you copied Lloyd. (Hey ! Tu as copié Lloyd !)

Lloyd: Now that I've heard someone else say it, it sounds kinda arrogant. (Maintenant que je l'entends venant de quelqu'un d'autre, ca sonne un peu comme une réplique arrogante...) 
Dictons nains : Lloyd et différents personnages du jeu connaissent les dictons nains, sortes de morales, de conventions éthiques qu'ils doivent respecter. Lloyd est plus ou moins d'accord avec ces dictons qu'ils trouvent trop moralistes mais qui lui servent dans certaines circonstances.

## Divergences
Lloyd est en froid avec de nombreux personnages autour des jeux Tales of Symphonia et Tales of Symphonia: Dawn of the New World. 
Dans Tales of Symphonia :
En premier lieu, il n'apprécie par Lord Remiel, qu'il accuse d'avoir trompé Colette en prétendant être son père. 

Lord Yggdrasill est également ennemi de Lloyd.

Lloyd possède une relation très tendu en début d'aventure avec Kratos, car ce dernier possède un égo assez prononcé, puis il l'accuse de trahison.

Yuan et Lloyd se respectent mais ne s'apprécient nullement au début du jeu, Lloyd soupçonnant Yuan d'être du côté d'Yggdrasill.

Lord Forcystus est un seigneur demi-elfe qui est un ennemi de Lloyd.

Lloyd est en conflit avec le Seigneur Kvar, qui est accusé d'avoir tué sa mère.
Enfin, Emil, protagoniste du jeu Tales of Symphonia: Dawn of the New World, hait Lloyd au début du jeu, puisqu'il pense que ce dernier a tué ses parents et ravagé la ville de Palmacosta. Dans ce jeu, il n'apprécie pas le Vanguard qui l'a utilisé pour ses objectifs, et donc les principaux agents :

Brute, qui est le chef du Vanguard et qui a ordonné et imaginé le plan se servant de Lloyd.

Richter, un agent important qui veut tuer Ratatosk et se sacrifier(tandis que Lloyd veut un monde sans sacrifices).

Alice, la chef de l'unité combattante, qui se confronte plusieurs fois contre lui et ses amis.

Déçus, l'agent ayant pris son apparence et ayant commis de nombreux meurtres en son nom.

## Importance du personnage
Lloyd Irving est loin d'être un personnage commun, puisqu'il est sûrement à ce jour le personnage le plus représentatif de la série Tales of. Lloyd est le protagoniste du premier jeu vidéo de la série à être paru en France (Tales of Symphonia 2004 sur Gamecube). Au niveau mondial, Lloyd s'impose comme le personnage de la série à faire le plus d'apparitions dans d'autres jeux (des rumeurs avaient même circulé quant à sa présence dans Super Smash Bros. Brawl, aujourd'hui démenties). Lloyd a rapidement imposé son style et se distingue par son look assez particulier et sa personnalité très affirmée. L'avantage du personnage est qu'il peut être incorporé dans n'importe quel jeu vidéo, puisqu'il est globalement assez polyvalent. Si Lloyd n'est pas le plus grand personnage de la série, il n'est pas très loin de l'être, car sa notoriété n'est plus à prouver. À la suite de la sortie de Tales of Vesperia en 2008 au Japon, Lloyd est rétrogradé à la quatrième place des personnages de la série Tales of les plus appréciés, derrière Yuri Lowell (Tales of Vesperia), Lion Magnus (Tales of Destiny) et Luke fone Fabre (Tales of the Abyss).

## Apparence

### Tenue de base
Lloyd possède une tenue basique qui se compose d'une chemise rouge dotée d'épaulettes rouges et de boutons blancs, des gants épais rouges, une salopette couleur bleu marine/gris, deux bandes de soie blanches qui planent lorsque le héros est en mouvement, une ceinture en forme de X auxquelles sont rattachés les fourreaux de ses deux épées, et enfin des bottes rouges assez imposantes. Il a les yeux marron et une coupe de cheveux fantaisiste couleur marron clair. Ces cheveux sont positionnés en mèches allant dans un mouvement gauche>droite d'un point de vue subjectif. Lloyd est de corpulence moyenne et ne se distingue pas par un physique très imposant.

### Tenues alternatives
Dans Tales of Symphonia, chaque personnage possède des costumes cachés qu'il faut débloquer grâce à diverses quêtes annexes plus ou moins longues.
- On trouve tout d'abord le costume de pirate[7], où Lloyd porte un gilet vert-abysses, un pantalon et un bandeau blanc-cassé, des bottes marron, et un cache-œil noir. Ce costume se débloque à la suite de nombreuses contributions que le joueur devra faire pour la reconstruction de la ville de Luin.
- Ensuite vient le costume de plongée, qui se compose d'une maillot bleu, d'un masque, d'un tuba et de palmes orange[8].
- Finalement, on obtient le costume noble de lloyd, où celui-ci arbore un costume blanc teinté de bleu et une ceinture rouge[9].
- Lloyd porte une autre tenue dans la version PS2 (sortie uniquement au Japon)[10].

Ces quêtes se font pour chaque protagoniste du jeu, laissant ainsi Lloyd combattre en maillot de bain, ou encore Regal en chef cuisinier. Elles ont pour but de rajouter de la durée de vie au soft, mais également d'inclure un côté fantaisiste assez plaisant.

## Style de combat
Comme dit précédemment, Lloyd possède deux épées. Il emploie de nombreuses techniques de combat au sabre, en privilégiant la réactivité et la vitesse. Certaines attaques sont, au fur et à mesure du jeu, combinées entre elles pour obtenir des techniques surpuissantes et enchaînables. Ainsi, Tempête et Bête se combinent pour former Tempête bestiale. Ses attaques de base, comme la plupart des héros des Tales of sont : Croc démoniaque, Estocade sonique, Lame du tigre, Tempête, Pluie d'épée et Bête. Lloyd possède aussi à partir d'un certain stade des attaques à part, comme la technique de l'Envol du faucon. Le point fort du protagoniste est résolument sa capacité à se relever et à passer rapidement à l'attaque. Il va de soi que la puissance des techniques varie avec les différentes armes qui lui sont attribuées. Certaines armes s'obtiennent grâce à des quêtes annexes, d'autres se trouvent dans les donjons, mais la plupart s'achètent dans les boutiques. Les armes obligatoires pour finir le jeu sont les glaives matériels, composés d'une épées de feu et d'une épée de glace.

 Lloyd possède son rôle dans les « attaques à l'unisson », où il peut combiner certaines de ses techniques avec celles de ses partenaires (Colette, Zelos, Raine, etc.) Cette alternative s'impose car elle est inévitable par l'ennemi.

## Techniques  dans Tales of Symphonia
Lloyd possède plusieurs techniques au sabre, que le joueur peut utiliser à sa convenance mais qui diminuent la barre des PM (points de magie). 
Lloyd possède également son hi-ougi (sorte d'attaque surpuissante), utilisable une seule fois par combat. Cette technique se nomme "Emblème du faucon" est n'est utilisable que vers la fin du jeu, lorsque Lloyd obtient les glaives matériels. Pour parvenir à déclencher cette attaque, il est primordial de rassembler les critères suivants :
- Lloyd doit avoir récupéré la distinction (le titre) de Epeïste éternel (acquis en obtenant les glaives matériels)
- Les glaives matériels doivent lui être assignés
- Lloyd doit être en position de faiblesse (avoir moins de 16 % de ses points de vie)
- La jauge d'attaque à l'unisson doit être totalement remplie (rouge)
- Avoir au moins 100 PM

Lorsque ces conditions sont remplies, il faut appuyer en même temps sur les boutons B, A et X (sur la version gamecube) et Lloyd commence son attaque ultime dévastatrice. Cette attaque appartient à l'élément lumière.
Lloyd est également apte à utiliser quatre techniques secrètes en fonction des armes qui lui sont assignées. Pour les techniques ci-dessous (colonne 1), réaliser 200 fois les attaques demandées (colonne 2) avec n'importe quelle épée, puis réemployez-la de nouveau en assignant à une arme un quartz de la couleur indiquée (colonne 4).